# Utair
A Utair é uma empresa aérea com sede em Khanty-Mansiisk, na Rússia, foi fundada em 1991.

## Frota
Em agosto de 2017:
- ATR 72: 15
- Boeing 737-400: 6
- Boeing 737-500: 30
- Boeing 737-800: 10
- Boeing 767-200ER: 2